# تلویزیون آهسته

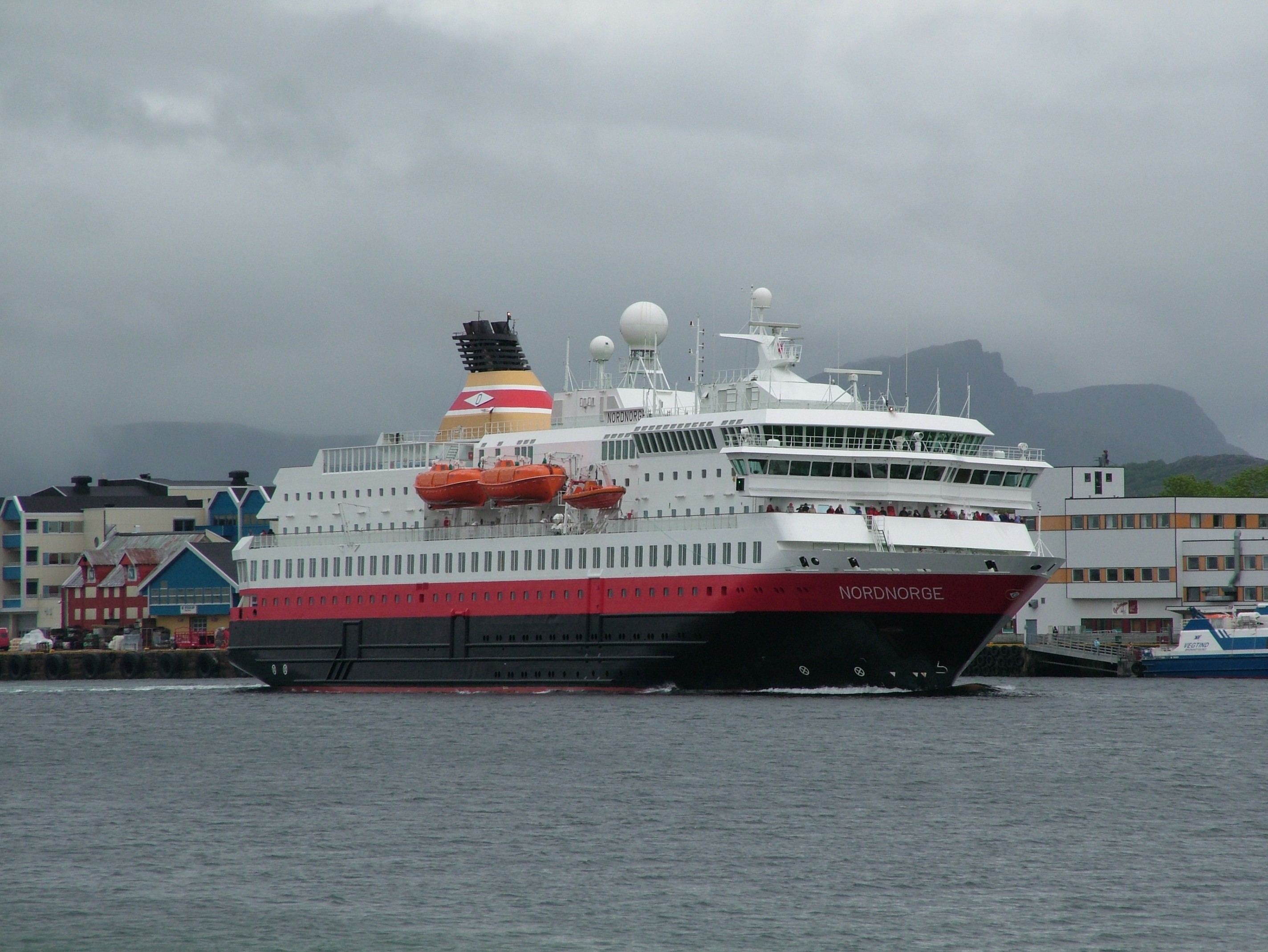
ام‌اس نوردنورژ، کشتی مورد استفاده در پخش زنده سال ۲۰۱۱

تلویزیون آهسته (به نروژی: Sakte-TV) واژه‌ای است برای اشاره به برنامه‌های تلویزیونی ماراتون‌واری که یک رویداد معمولی طولانی‌مدت را به‌طور کامل به نمایش می‌کشند. اولین برنامهٔ تلویزیون آهسته، پخش سفر هفت‌ساعتهٔ یک قطار در سال ۲۰۰۹ بود که توسط بنگاه سخن‌پراکنی نروژ پخش شد.